# Нова Баня
Нова Баня (словац. Nová Baňa) — місто, громада округу Жарновиця, Банськобистрицький край, центральна Словаччина, регіон Теков. Кадастрова площа громади — 61.25 км². Протікає Новобанський потік.
Населення 1337 осіб (станом на 31 грудня 2017 року).

## Історія
Вперше згадується в 1337 році.

## Населення
| Рік:            | 1994. | 2004.    | 2014.   | 2024.   |
| --------------- | ----- | -------- | ------- | ------- |
| Кількість осіб: | 8606  | 7485     | 7529    | 6841    |
| Різниця:        |       | -13,02 % | +0,58 % | -9,13 % |

| Рік:            | 2023. | 2024.   |
| --------------- | ----- | ------- |
| Кількість осіб: | 6858  | 6841    |
| Різниця:        |       | -0,24 % |

## Відомі особистості
Народилися
- Марек Бакош (*1983) — футболіст, нападник клубу «Слован»,
- Адам Грдіна (*2004) — футболіст, воротар клубу «Слован» (Братислава),
- Давид Тенцер OFMCap (*1963) — католицький єпископ дієцезії Рейк'явіка (Ісландія) з 2015 року.